# Urodzeniowa masa ciała
Urodzeniowa masa ciała – wynik pomiaru masy ciała noworodka uzyskany w pierwszej godzinie po narodzeniu, przed fizjologicznym spadkiem tej masy, będący jednym z elementów oceny dojrzałości płodu. U noworodków urodzonych o czasie, czyli między 38. a 42. tygodniem ciąży, wynosi ona przeciętnie od 3,3 do 3,6 kg.
Podział noworodków według masy urodzeniowej:
- noworodek hipertroficzny, z makrosomią, za duży względem wieku ciążowego (ang. large for gestational age, LGA) – masa ciała powyżej 90. centyla dla wieku ciążowego lub powyżej 4,0 kg[2][3][4]
- noworodek eutroficzny, odpowiedni do danego wieku ciążowego (ang. apropriate for gestational age, AGA) – masa ciała między 10. a 90. centylem dla wieku ciążowego lub między 2,5 a 4,0 kg (dla ciąży mnogiej między 2,2 a 4,0 kg)[2][3]
- noworodek hipotroficzny, za mały względem wieku ciążowego (ang. small for gestational age, SGA) – masa ciała poniżej 10. centyla dla wieku ciążowego lub poniżej 2,5 kg[2][5]:
  - noworodek o niskiej masie urodzeniowej (ang. low birth weight, LBW) – masa ciała równa lub poniżej 2,5 kg, ale powyżej 1,5 kg[3]
  - noworodek o bardzo niskiej masie urodzeniowej (ang. very low birth weight, VLBW) – masa ciała równa lub poniżej 1,5 kg, ale powyżej 1,0 kg[3]
  - noworodek o ekstremalnie niskiej masie urodzeniowej (ang. extremely low birth weight, ELBW) – masa ciała równa lub poniżej 1,0 kg, ale powyżej 0,75 kg[3]
  - noworodek o niewiarygodnie niskiej masie urodzeniowej (ang. incredibly low birth weight, ILBW) – masa ciała równa lub poniżej 0,75 kg[3].